# Rahintel
Rahintel (Radio HIN Televisión) fue el primer canal de propiedad privada en República Dominicana. Pionero en la transmisión vía satélite en el país, transmitía por el canal siete. Fue fundado el 28 de febrero de 1959 por el ingeniero Pedro Bonilla.

## Fundación y primeros años
Hasta 1959, solo existía un canal de televisión en el país llamado La Voz Dominicana que era propiedad del gobierno. Sin embargo, esta televisora era de tendencia tradicionalista y de completa orientación hacia el régimen trujillista de entonces.
Pedro Bonilla, propietario de Radio HIN, expresa la voluntad de lanzar una estación de televisión privada y lanza RAHINTEL el 28 de febrero de 1959 en un local que había sido uno de los pabellones de la Feria de la Paz y Confraternidad del Mundo Libre recién concluida en ese entonces.
Los propósitos iniciales del creador y, por lo tanto, de la televisora en general, fueron en un principio contribuir a la educación de la población y servir a los sectores económicos e industriales como vehículo de promoción de sus productos. 
RAHINTEL era un poco más liberal artísticamente que La voz dominicana. Sin embargo, este clima de libertad artística que se abrió en RAHINTEL molestaba a Jose Arismendy Trujillo (Petán), el director de la Voz Dominicana (y hermano del tirano Rafael Leónidas Trujillo). Pero Petán no podía eliminar la planta --ni adquirirla tampoco-- dado los vínculos de prácticamente hermandad que existían entre Pepe Bonilla y Rafael Leónidas Trujillo Martínez (Ramfis).
Así fue como nacieron programas como La hora del moro, en el cual se le abrieron las puertas a múltiples jóvenes artistas que pusieron a prueba sus talentos.
Este programa era dirigido por el músico dominicano Rafael Solano y en él debutaron cantantes como Niní Cáffaro.
Por este canal desfilaron otras voces ya que RAHINTEL siguió abriendo sus escenarios con programas especiales que, con una gran audiencia, buscaba nuevos aires. De esta manera no se marginó de las corrientes modernas de la época y comenzó a mostrar el rock and roll con Walterio Colly y su banda y el desaparecido humorista Milton Peláez quien más adelante lanzaría un programa humorístico llamado El Patio de Medrano.

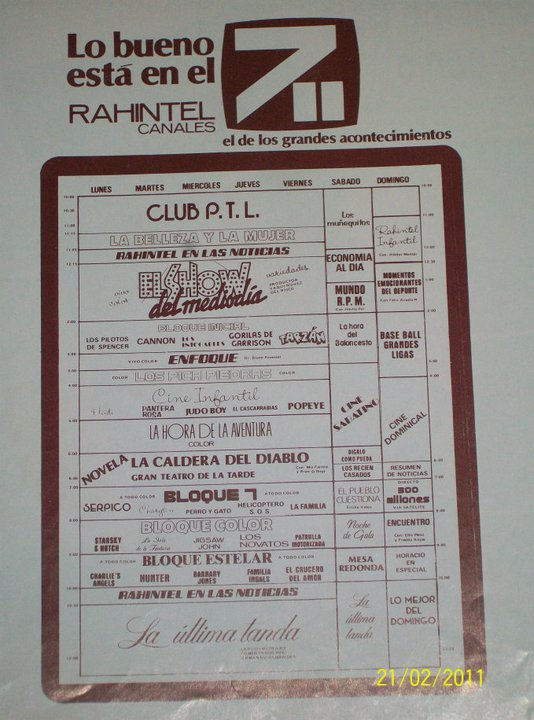
Plantilla de programación de Rahintel a finales de los años 70. Nótese el antiguo logo.

Por esta época, su cobertura era limitada a la capital y a algunas ciudades próximas al igual que su programación que sólo se extendía desde las 6:00 PM hasta las 10:00 PM y en raras ocasiones hasta las 11. Además de los programas en vivo, su programación consistía en series norteamericanas y comedias.

## Crecimiento y ampliación
Algunos años después, a finales de febrero de 1966, inauguró dos canales más para el interior --el once y el siete-- de manera que su señal se extendió hasta el norte y el noroeste. Cabe destacar que en la ciudad de Santiago de los Caballeros, Rahintel transmitía en el canal 11. Sin embargo, logró crear otro canal que emitiera en la frecuencia siete para Santiago. A este canal se le conoció como Canal 7 Cibao.
En esta misma década, RAHINTEL llevó a cabo la primera transmisión vía satélite, convirtiéndose en el primer canal de República Dominicana en lograrlo.

## Época de oro
En 1984, Pedro Bonilla vende la televisora al Grupo Financiero Universal presidido en su momento por Leonel Almonte, quien ampliaría la planta televisora y su programación, junto con Milton Peláez, lanzando ofertas a diversos programas del canal Color Visión. De esa manera se inició el episodio conocido como la guerra de las papeletas.
En ese entonces, RAHINTEL ganó esta "guerra" y logró trasladar a varios famosos y programas de la competencia a su propio canal de manera que ahora poseían incluso series animadas como El Festival de los Robots, Candy Candy, Thundercats, entre otras.
A finales de la década del '80, el grupo Universal colapsa y varios de los artistas adquiridos se van del canal. A pesar de ello, RAHINTEL siguió en transmisión normal, volviéndose las series animadas los programas con mejor audiencia.

## Últimos años
A principios de los 90 nació un programa llamado "Sabadíssimo" conducido por José Guillermo Sued pero se retiró del aire unos pocos años después. También se transmitieron telenovelas como Mari Amor y series como Misión imposible, Tarzán el Rey de la Selva, MacGyver, Las pesadillas de Freddy, entre otros programas de gran audiencia como Nubeluz.
El último umbral de esta década encontraba a RAHINTEL en decadencia. Aun así, consiguió un sorpresivo aumento de índices de audiencia con la reemisión de Candy Candy, y logró hacerse con los derechos de transmisión de los partidos de los equipos Tigres del Licey y Leones del Escogido, para la temporada de béisbol invernal dominicano de 1998-1999. Estos dos equipos llegaron a disputarse el campeonato de esa temporada y todas las incidencias de esa serie final fueron transmitidas por el canal 7. Sin embargo, aunque la transmisión de los juegos le generó un ligero aumento de audiencia, su destino estaba sellado. Luego de 40 años de transmisión ininterrumpida, sale del aire silenciosamente en abril del 1999. Fue vendida por quince millones de dólares al Grupo Mercasid. En ese mismo año, este grupo lanzó un nuevo canal por la frecuencia llamado Antena Latina.
Se desconoce el paradero de su videoteca, junto con los capítulos de las series animadas en formato betacam. Se decía que Antena Latina la poseía, aunque hubo otra versión que señalaba que la videoteca fue desechada en 1999, cuando Antena Latina remodeló las antiguas instalaciones de La Feria. También se dice que fue parcialmente destruida en represalia por la separación en malos términos entre la gerencia de Rahintel y figuras como Milton Peláez.

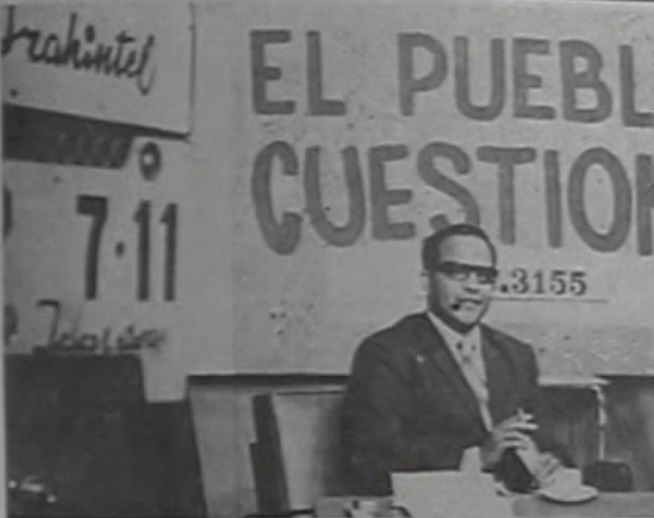
Ercilio Veloz Burgos en su programa El Pueblo Cuestiona, el cual era transmitido por Rahintel (años 70's)

## Rumores de regreso
Durante el 2008, un grupo de obreros trabajaban remodelando un local que está situado en la misma acera de la antigua planta televisora.
En este local había un letrero que hacía referencia a este canal de televisión, lo que movilizó a ciertos medios periodísticos a anunciar el posible regreso del mismo. Sin embargo, unos días más tarde, este letrero fue sustituido por otro que anuncia Antena Latina Films, una extensión de los estudios y base del centro de noticias de una empresa presidida por José Miguel Bonetti.

## Programas
Estos fueron algunos de programas más populares que transmitió RAHINTEL desde su fundación hasta su cierre:
- Dominican Band Stand[5]
- Los Ricos también lloran
- Sam el Rey del Judo
- La Pequeña Lulu
- La Isla de la Fantasía
- La hora del moro
- El Pueblo Cuestiona
- El Patio de Medrano
- Dígalo Como Pueda[6]
- Rahintel Infantil
- Los Martes de Montecarlo
- Somos Así y Así Somos
- The Incredible Hulk
- Sabroshow
- Los Recién Casados
- 7 x 7 Roberto[7]
- Festival de los Robots
- 100 Grados
- Enfoque
- Jem and the Holograms
- Candy Candy
- Batman y Robin
- Sabadissimo
- La Pantera Rosa
- Misión imposible
- Misterios sin resolver
- Thundercats
- La Llaman Mariamor
- Tiempo de Sonia
- El Show del Mediodía
- Sábado de Corporan
- Nubeluz
- Rahintel en las noticias
- Las pesadillas de Freddy
- Primera Hora
- Buenos Días
- Tele Radio Noticias
- Extra 7
- El Mejor Momento
- Las Cosas de Robertico
- Cecilia en Facetas
- Con Cuquín
- Cotes Morales Frente Al País
- El Expreso Deportivo
- Ocurrió Así
- Club Telemundo
- Sabrina En Fin De Semana
- Transmisiones de carreras de Caballos desde el Hipódromo V Centenario (finales de los 90's)
- Transmisiones de partidos de la NBA
- Transmisiones de partidos de los Tigres del Licey y Leones del Escogido (temporada 1998-1999)
- Películas asiáticas de Kung Fu

## Logótipos
- El primer logótipo del canal consistía en el texto "Radio HIN C. por A." y abajo "CANAL 7".

- En los años 60, el logo cambia a una especie de pantalla con un punto, de la cual salía "rahintel" en letra manuscripta.

- En los años 70, el logo era una pantalla azul con los números 7 y 11.

- A mediados de los años 80, el logo se convierte en un Rahintel abstracto, con una R en bloque estilizada junto a "ahintel" en letra cursiva. En el logo de RAHINTEL, se puede ver otro logo (una especie de LA) camuflado con la R del nombre de RAHINTEL. Este logo era el del Grupo Financiero Universal, compañía matriz de la emisora. A su vez, LA eran las siglas del propietario del grupo, Leonel Almonte.

- El último logo de Rahintel, usado en los años 90, modifica la **R**, dejando de ser itálica. El logo del Grupo Financiero Universal es ajustado con la redimensión del R.

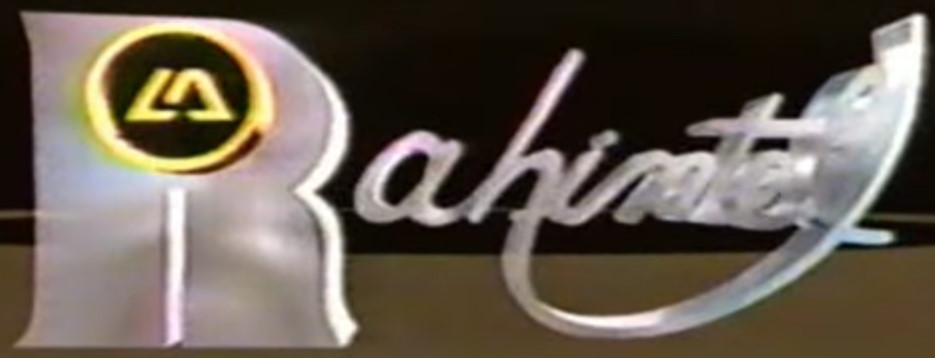
Último logo de Rahintel, en los años 90.

## Bumpers ID
El bumper ID de Rahintel en el año 1992, fue este:
Bumper ID Rahintel (1992)
Y este es el último bumper ID que tuvo Rahintel, presentado en 1998. Similar al del año 1992, pero con la narrativa diferente:
Bumper ID Rahintel (1998)